# Rousseauxia marojejensis
Rousseauxia marojejensis är en tvåhjärtbladig växtart som beskrevs av Jacq.-fel.. Rousseauxia marojejensis ingår i släktet Rousseauxia och familjen Melastomataceae.
Artens utbredningsområde är Madagaskar.

## Underarter
Arten delas in i följande underarter:
- R. m. lepidota
- R. m. sericea
- R. m. hirsuta